# Paris vu par...
Paris vu par... is een Franse episodefilm uit 1965.

## Verhaal
In zes segmenten worden zes verschillende Parijse wijken belicht.

## Rolverdeling
| Acteur                | Personage   |
| --------------------- | ----------- |
| Jean-Pierre Adréani   | Raymond     |
| Stéphane Audran       | Moeder      |
| Nadine Ballot         | Odile       |
| Claude Chabrol        | Vader       |
| Jean-François Chappey | Jean        |
| Gilles Chusseau       | Jongen      |
| Serge Davri           | Ivan        |
| Micheline Dax         | Prostituee  |
| Marcel Gallon         | Slachtoffer |
| Philippe Hiquilly     | Roger       |
| Claude Melki          | Léon        |
| Gilles Quéant         | Vreemdeling |
| Jean-Michel Rouzière  | Jean-Marc   |
| Dany Saril            | Meid        |
| Barbet Schroeder      | Jean-Pierre |
| Joanna Shimkus        | Monica      |
| Barbara Wilkin        | Katherine   |